# Grotenrath
Grotenrath ist ein Ortsteil der Mittelstadt Geilenkirchen im Kreis Heinsberg in Nordrhein-Westfalen.

## Geographie

### Lage
Grotenrath liegt südwestlich von Geilenkirchen in der Nähe der Landesstraße 42, die Geilenkirchen mit Heerlen (Niederlande) verbindet. Westlich von Grotenrath liegt das Naturschutzgebiet der Teverener Heide. Die Staatsgrenze zu den Niederlanden ist circa zwei Kilometer entfernt.

### Gewässer

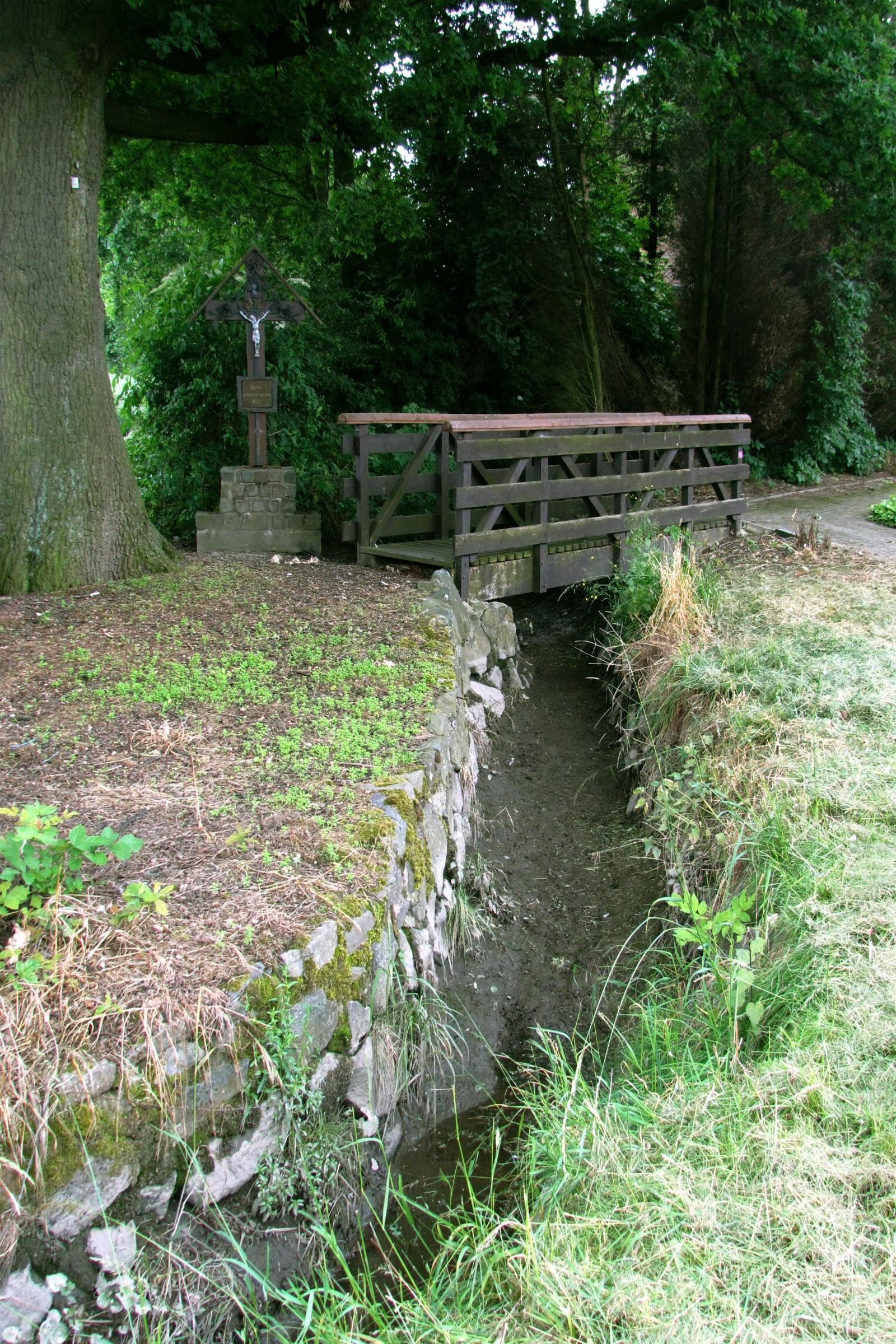
Der Rodebach in Grotenrath

Grotenrath liegt am Rodebach (GEWKZ 221822), der Niederschlagswasser aufnimmt und in Richtung Maas weiterleitet. Der Bach mit einer Gesamtlänge von 28,9 km beginnt in Siepenbusch in der Stadt Übach-Palenberg und verläuft auf seinem weiteren Weg über Grotenrath, Teveren, Gillrath, Stahe, Gangelt in Richtung Niederlande.

### Nachbarorte
| Air Base Geilenkirchen | Nierstraß                                   | Teveren         |
|                        | Kompassrose, die auf Nachbargemeinden zeigt | Siepenbusch     |
| Abdessenbosch NL       | Scherpenseel                                | Übach-Palenberg |

### Siedlungsform
Der Ort Grotenrath ist ein locker bebautes Reihendorf mit ländlich geprägter Umgebung.

## Geschichte

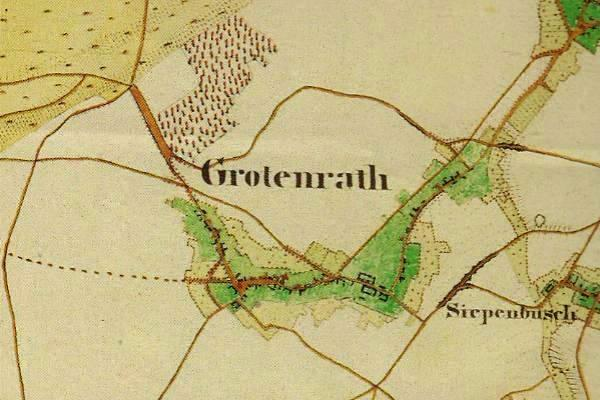
Grotenrath auf der Urkatasterkarte 1846

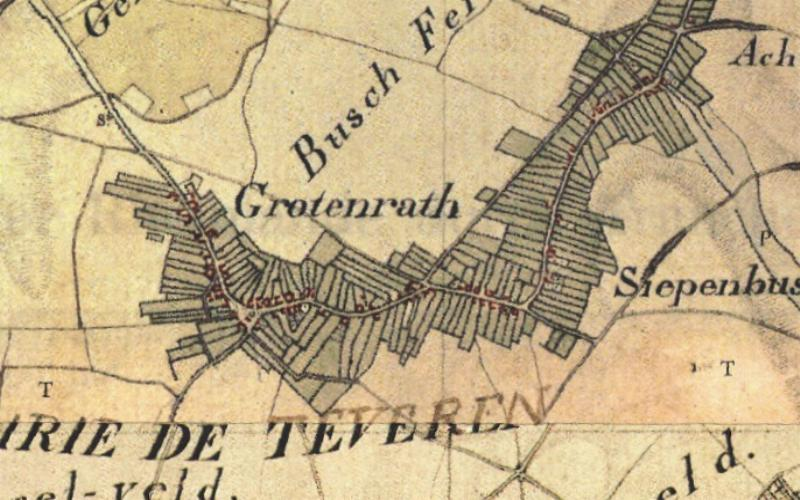
Grotenrath auf der Tranchotkarte 1803–1820

### Ortsname
- 14. Jahrhundert Grotenrode
- 1483 Grotenraede
- 1506 Groetenraede
- 1666 Grotenradt

### Ortsgeschichte
Am Anfang der Besiedlung von Grotenrath stand wahrscheinlich die Große Rodung. So könnte man der Namen Grotenrath deuten. Der Ort gehörte früher zum Jülicher Amt Geilenkirchen. Der Zehnt unter Grotenrath war im 14. Jahrhundert neben 70 Morgen Land ter Heyden ein Heinsberger Lehen, das später der Mannkammer Geilenkirchen unterstand. Der Ort gehörte ursprünglich zum Gericht Teveren. Grotenrath hatte 1828 619 Einwohner, 1852 waren es 594 Einwohner und gehörte zur Bürgermeisterei Teveren. Im Zuge der Gebietsreform wurde am 1. Januar 1972 die Bürgermeisterei Teveren aufgelöst. Rechtsnachfolger ist die Stadt Geilenkirchen (§ 29 Aachen-Gesetz).

### Kirchengeschichte

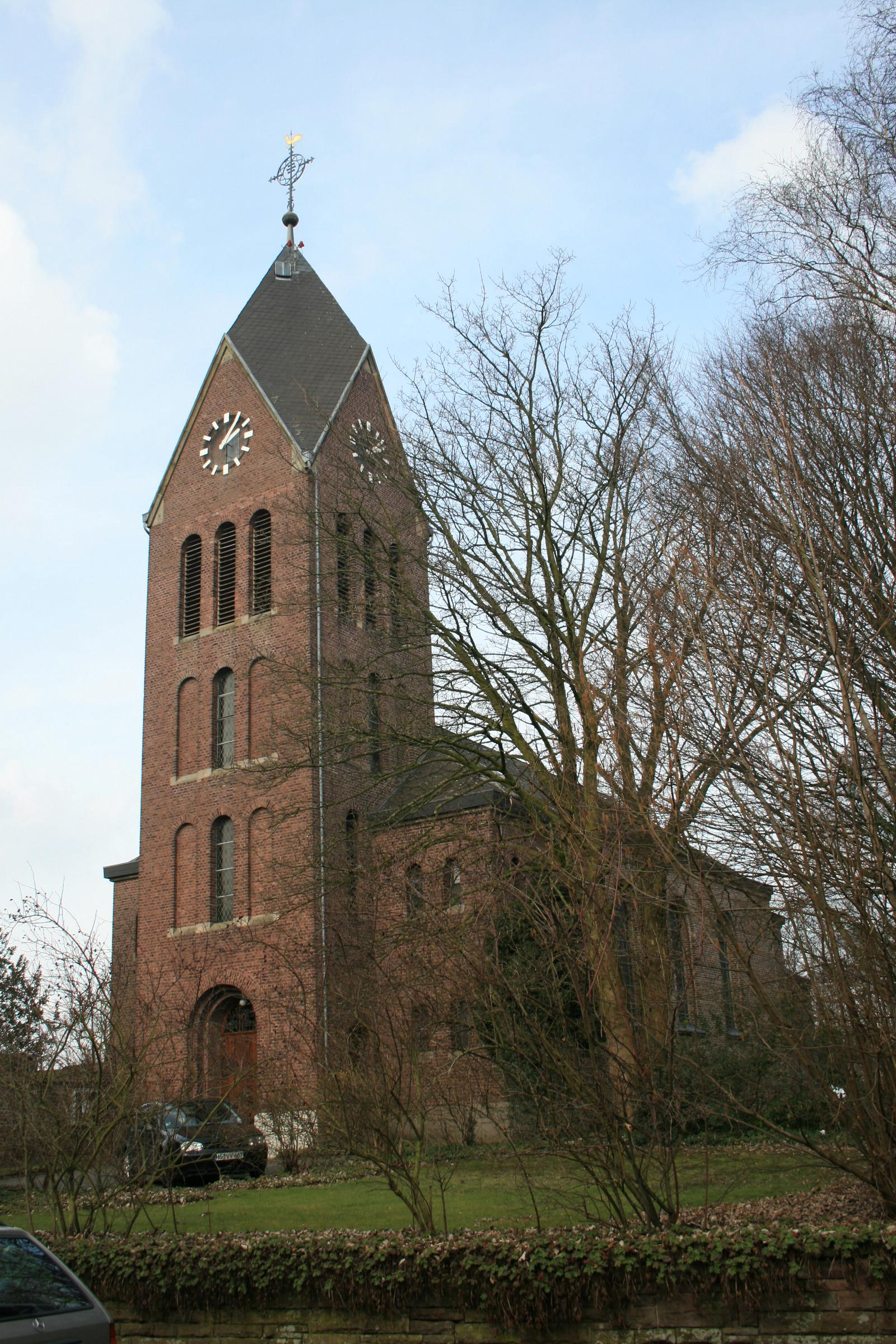
Katholische Pfarrkirche Grotenrath

Die Zugehörigkeit der Menschen zu ihrer Kirche war in Grotenrath ursprünglich geteilt. Der südliche Teil des Ortes gehörte zur Pfarre Marienberg, der nördliche zur Pfarre Teveren. Um eine gewisse Selbstständigkeit als Pfarre zu erhalten, begann man im Jahre 1841 mit Sammlungen zum Bau eines eigenen Gotteshauses. Am 17. Oktober 1844 war die Grundsteinlegung. 1848 erhielt Grotenrath einen eigenen Vikar. Am 26. August 1863 wurde Grotenrath zur Pfarre erhoben. Die feierliche Weihe der Kirche war am 4. Oktober 1867. 1911 wurde der viergeschossige Westturm mit seitlichen zweigeschossige Anbauten vor die Kirche gesetzt.
Die Bevölkerung besteht zum größten Teil aus Katholiken. Im Zuge der Pfarrgemeindereformen im Bistum Aachen wurde die ehemals eigenständige katholische Pfarrgemeinde St. Kornelius Grotenrath in die Gemeinschaft der Gemeinden (GdG) St. Bonifatius Geilenkirchen eingegliedert.

### Schulwesen
- Volksschule Grotenrath 1925: 2 Klassen, 2 Stufen, 1 Lehrer, 1 Lehrerin, 94 Kinder
- Volksschule Grotenrath 1965: 3 Klassen, 3 Lehrerstellen, 90 Kinder

## Sehenswürdigkeiten

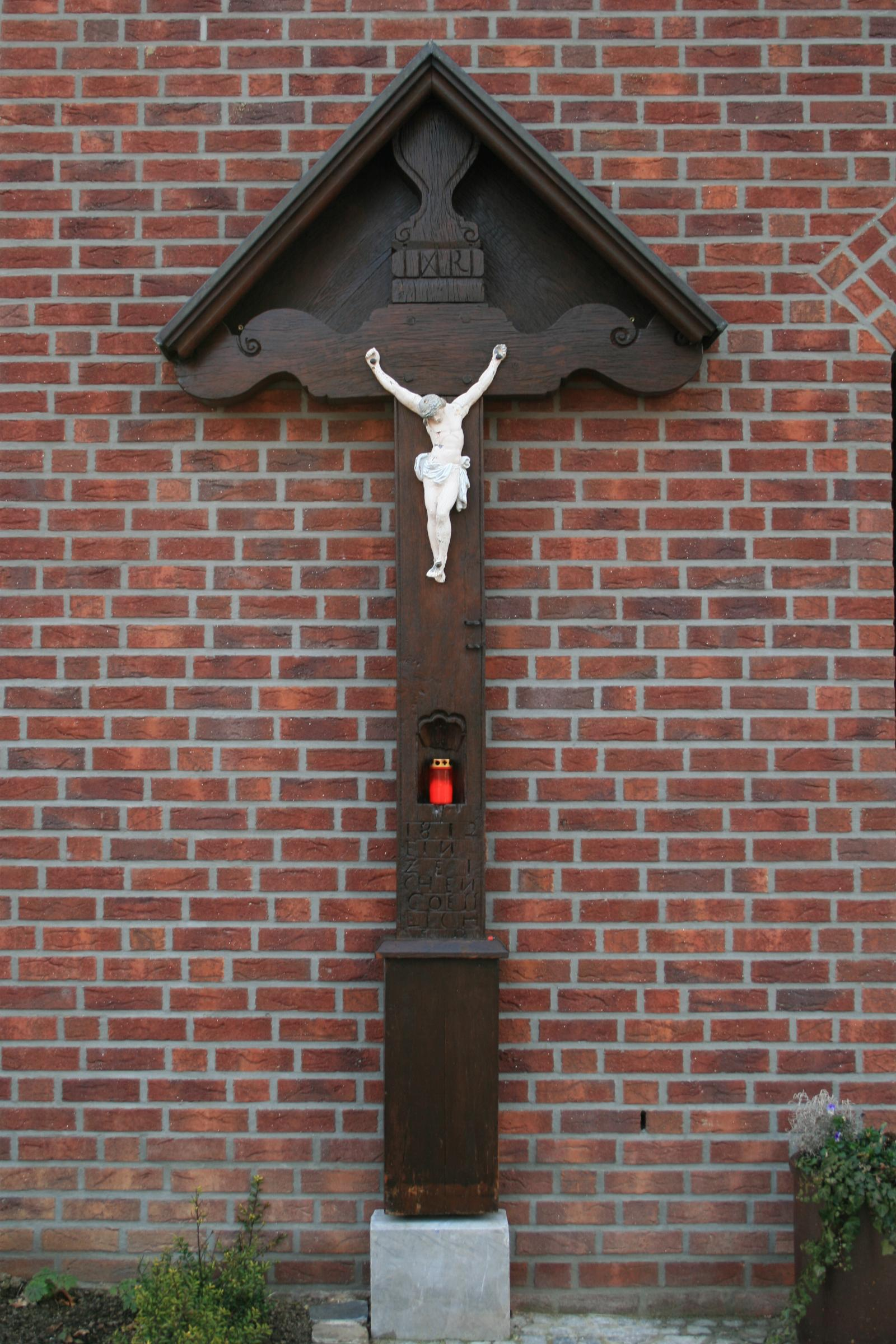
Hauskreuz an der Waldstraße

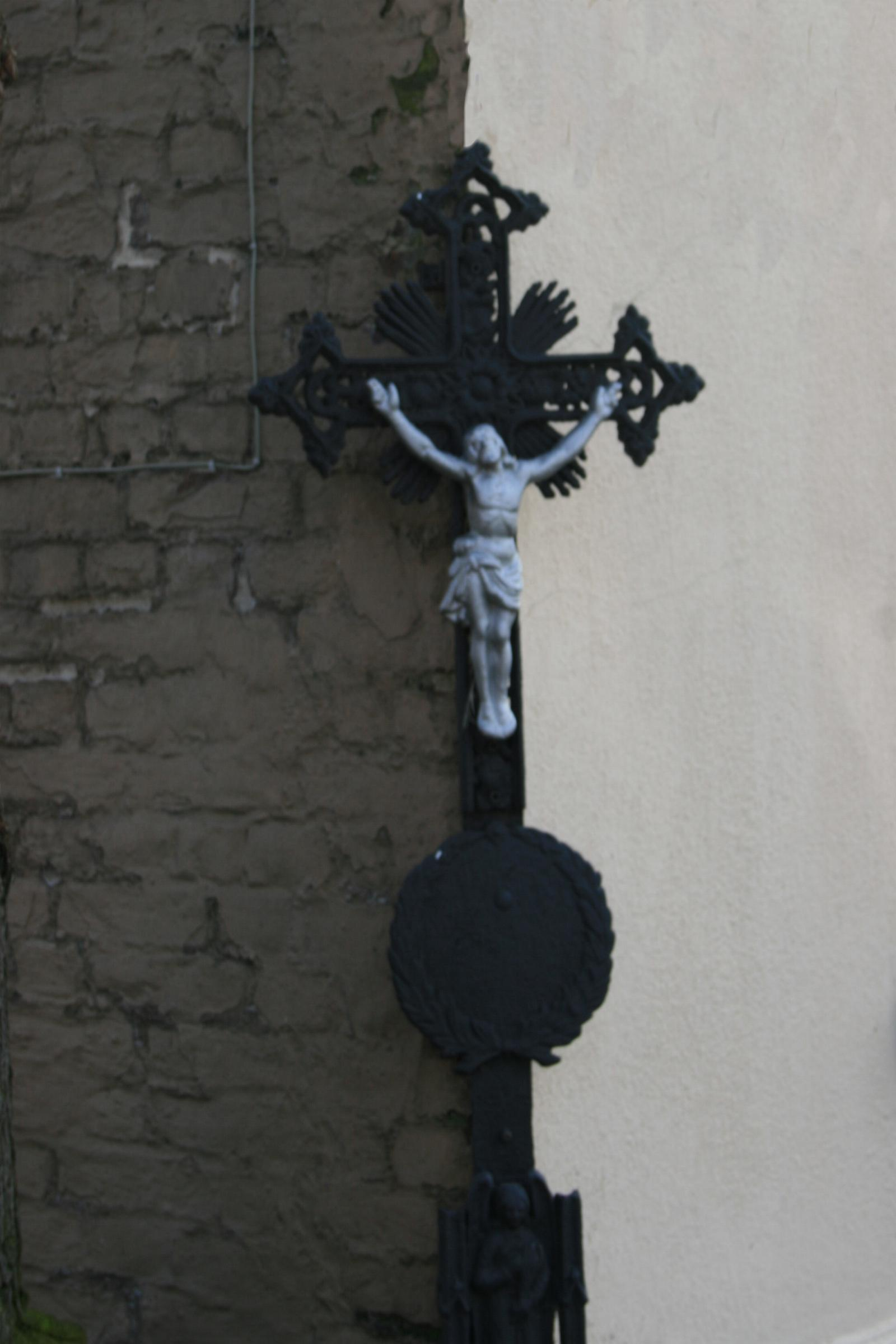
Wegekreuz am Grenzweg

- Katholische Pfarrkirche Grotenrath, Corneliusstraße, als Denkmal Nr. 32
- Glasmalerei in der Pfarrkirche St. Cornelius[5]
- Hauskreuz, an der Waldstraße 1, als Denkmal Nr. 22
- Wegekreuz, am Grenzweg als Denkmal Nr. 23

## Infrastruktur
Im Ort gibt es mehrere landwirtschaftliche Betriebe, teilweise mit Tierhaltung, verschiedene Dienstleister, Einzelhandels- und Handwerksunternehmen und ein Restaurant, außerdem zwei Spielplätze und einen Friedhof.

## Verkehr
Die AVV-Buslinie 491 der WestVerkehr verbindet Grotenrath wochentags mit Geilenkirchen und Übach-Palenberg. Abends und am Wochenende kann der Multi-Bus angefordert werden. Im Ort werden die Bushaltestellen Eigelshoven, Am Feldkreuz und Post bedient.
| Linie | Verlauf |
| ----- | --- |
| 491   | Geilenkirchen Bf – (Bauchem – Nierstraß –) Teveren – Grotenrath – Scherpenseel – (Siepenbusch – Windhausen –) Marienberg – Palenberg Bf (– Palenberg – Übach) |

## Vereine
- St. Cornelius Schützenbruderschaft Grotenrath e. V. 1904
- Trommler und Pfeifercorps Grotenrath eV.
- S.V. Scherpenseel-Grotenrath 1909
- Kirchenchor St. Cäcilia Grotenrath
- Sportverein Gut Blatt
- Brieftaubenverein Parole Heimat Grotenrath
- Freiwillige Feuerwehr Geilenkirchen, Löschgruppe Teveren, nach Auflösung der Löschgruppe Grotenrath ca. 2010, auch hier zuständig

## Regelmäßige Veranstaltungen
- Maikirmes
- Patronatsfest mit Vogelschuss
- St. Martin-Umzug in Grotenrath

## Straßennamen
Am Feldkreuz, Corneliusstraße, Emesfeld, Grenzweg, Hinter den Höfen, Im Kämpchen, Küfenweg, Laubenweg, Scherpenseeler Straße, Ulweg, Waldstraße, Zum Buschfeld, Zum Hochmoor